# Tårnet
Tårnet är en bergstopp i Antarktis. Den ligger i Östantarktis. Norge gör anspråk på området. Toppen på Tårnet är 1 701 meter över havet, eller 62 meter över den omgivande terrängen. Bredden vid basen är 0,47 km.
Terrängen runt Tårnet är varierad. Trakten är obefolkad. Det finns inga samhällen i närheten. 